# Hoffmannia dotae
Hoffmannia dotae är en måreväxtart som beskrevs av Paul Carpenter Standley. Hoffmannia dotae ingår i släktet Hoffmannia och familjen måreväxter.
Artens utbredningsområde är Costa Rica. Inga underarter finns listade i Catalogue of Life.